# ボーイハント (1960年の映画)
『ボーイハント』（Where the Boys Are）は、1960年のアメリカ映画。
コニー・フランシス主演の正真正銘のアイドル映画・ラブコメ作品。グレンドン・スウォーサウトの小説の映画化。コニーは主人公の4人の女の子たちの1人を演じている。

## キャスト
- ドロレス・ハート：メリット・アンドリュース
- ジョージ・ハミルトン：ライダー・スミス
- ポーラ・プレンティス：タッグル
- イヴェット・ミミュー：メラニー
- コニー・フランシス：アンジー

## 関連事項
- ボーイ・ハント (曲)（英語版）
- 1984年に『ボーイハント』として舞台を現代に移してリメイクされるが、作品の出来も悪くラジー賞を受賞してしまう。